# Carreraomyia acapulquensis
Carreraomyia acapulquensis là một loài ruồi trong họ Asilidae. Carreraomyia acapulquensis được Cole & Pritchard miêu tả năm 1964. Loài này phân bố ở vùng Tân nhiệt đới.